# Dillinger Fabrik gelochter Bleche
Die Dillinger Fabrik gelochter Bleche ist ein stahlverarbeitendes Unternehmen in Dillingen/Saar.

## Geschichte
Im Jahr 1895 wurde am heutigen Standort in Dillingen von Franz Meguin die Fertigung von Lochblechen aufgenommen. Zusammen mit einem Maschinenbau-Unternehmen (später Dillinger Maschinenbau), einer Gießerei (heute Bartz Werke) und einem Weichenbau (heute Dillinger Fabrik gelochter Bleche) wuchs das Werk aufgrund der Nachfrage nach Kohle und Stahl und der Anbindung des Saarlandes über die nördliche Eisenbahnlinie nach Trier. Fünf Jahre später wurden mehr als 2000 Mitarbeiter zwischen den Ortsteilen Überm Berg und Pachten beschäftigt. Erst später schlossen sich die Wohngebiete um das Firmengelände entlang der Industriestraße. Im Andenken an den Firmengründer Franz Meguin wurde die Ausfallstraße von Dillingen Mitte nach Wallerfangen Franz-Meguin-Straße genannt.
Im Jahre 1918 wurden aufgrund der französischen Besetzung des Saargebietes Teile der Fertigung nach Butzbach nördlich von Frankfurt verlegt. Seit dieser Zeit existiert die heute unter dem Namen SHS Butzbach bekannte Fertigung für Lochbleche. Bis Ende der 1920er Jahre war die Lochanstalt Teil der Franz Meguin AG. Mit dem Erwerb der Lochblechfertigung durch den damaligen technischen Direktor Louis Werner wurde die Dillinger Fabrik gelochter Bleche ein selbständiges Unternehmen, an dem seine Nachkommen, heute Familie Haasper, bis heute beteiligt sind.
Nach dem Tod von Werner Louis im Jahre 1940 hinterließ er seinen Töchtern das Unternehmen. Auf Grund einer unentgeltlichen Verpachtung während des Zweiten Weltkrieges konnte sein Schwiegersohn Werner Pabst, die Leitung des Familienunternehmens erst nach einer gerichtlichen Auseinandersetzung in der Nachkriegszeit zurückerlangen.
Pabst baute das Unternehmen nach dem Krieg wieder auf. Von der Zeit des Zweiten Saarstatutes bis zur Gründung der Bundesrepublik Deutschland verschoben sich die Absatzmärkte in das jeweils zuständige Land. Durch die schrittweise Vergrößerung der Produktionsflächen und den Bau eines neuen Verwaltungsgebäudes in den 1960er Jahren wurden die Grundlagen der heutigen Lochblechfertigung gelegt. Im Jahre 1992 schied Werner Pabst nach über 50 Jahren aus der Geschäftsführung aus. Im Jahr 1977 übernahm Walter Koch die Aufgaben als Geschäftsführer, vier Jahre später wurde er geschäftsführender Gesellschafter und blieb bis zum Jahre 2003 in dieser Funktion.
1981 wurde die Firma Preziehs, die sich auf Lochblechrohre und Filtertechnik spezialisiert hat, aus Brenschelbach bei Blieskastel nach Dillingen umgesiedelt und ist seitdem in dem Gebäude der ehemaligen „Hatra“ an der Industriestraße beheimatet. Sie ist eine 100%ige Tochterfirma der Dillinger Fabrik gelochter Bleche.
In dieser Zeit wurden auch die alten, teilweise selbst gebauten Streifenpressen, durch moderne Breit- und Streifenpressen ersetzt. Zusammen mit Ernst Walter, der 1981 als kaufmännischer Leiter und ab 1988 als geschäftsführender Gesellschafter in die Dillinger Fabrik gelochter Bleche eintrat, gehörte das Familienunternehmen nun den Familien, Haasper, Walter und Koch, die bis heute die Eigentümer stellen.
Im Jahr 2000 wird die Firma Dillinger France Perforation DFP gegründet, die sich intensiv um den französischen Markt kümmert. Im Jahre 2003 trat Hans-Ulrich Koch die Nachfolge seines Vaters an. Um das Unternehmen im europäischen Rahmen weiterzuentwickeln, wurde 2005 eine Produktion in Bulgarien aufgebaut. Die Tochterfirma DF Bulgaria begann die Produktion mit 80 Mitarbeitern.
2006 kauft die Dillinger Fabrik gelochter Bleche ein, in den Niederlanden am Standort Veendam beheimatetes, weiteres Lochblechunternehmen. Die heutige Firma Perfox (vorher Deuntje, Duperfo und Corrus perfo) arbeitet mit 60 Mitarbeitern und erzielt einem Umsatz von ca. 18 Mio. Euro.

## Produkte
Die DF Gruppe erwirtschaftet 2020 ca. 60 Mio. Euro Jahresumsatz incl. aller Tochterfirmen. Das ehemalige Lochblechunternehmen Dillinger Fabrik gelochter Bleche arbeitet als Metallverarbeiter im Bereich Medizintechnik, Heizungstechnik / Brenner, Abgassysteme, Chemieanlagenbau, Nahrungsmittelindustrie, Recycling / Separation / Siebtechnik, Wehrtechnik und Architektur. Bisher wurden über 400 Fassaden für Autohäuser und mehr als 100 Parkhausfassaden errichtet.